# Anna Saská (1544–1577)

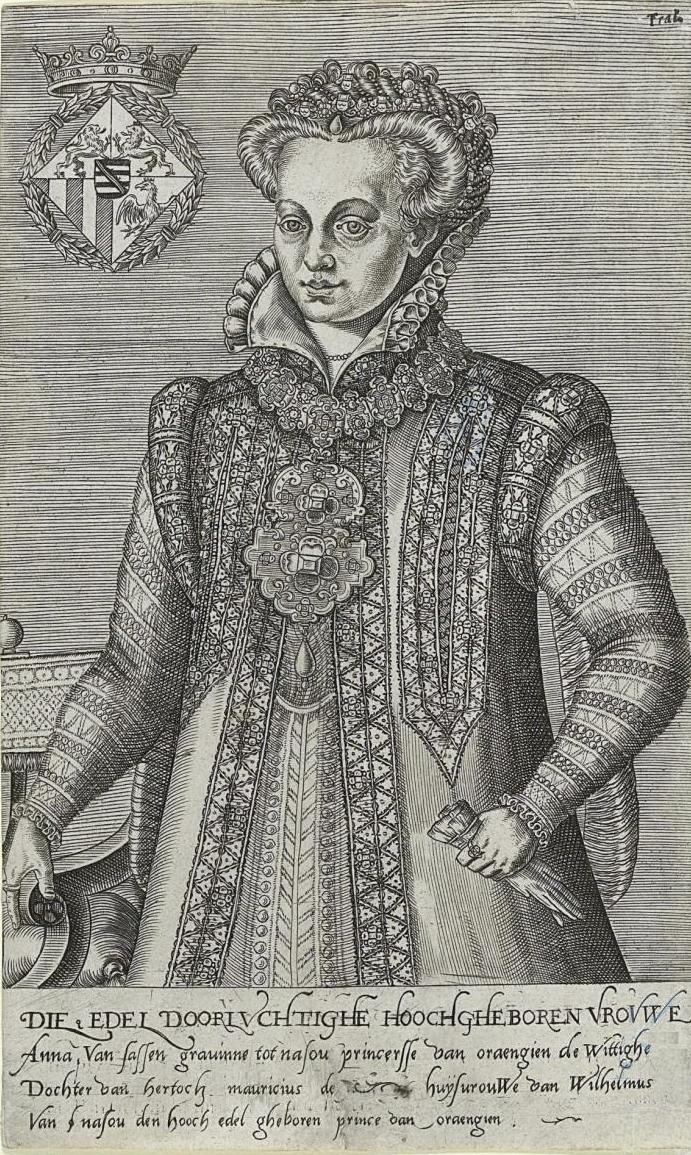
Portrét Anny Saské

Anna Saská (23. prosince 1544 Drážďany – 18. prosince 1577 Drážďany) byla jediná dcera a dědička saského kurfiřta Mořice Saského a jeho manželky Anežky Hesenské, starší dcery lankraběte Filipa I. Hesenského. Byla druhou manželkou nizozemského místodržitele Viléma I. Oranžského.

## Dětství a mládí
Anna vyrůstala po smrti svého mladšího bratra Albrechta (28. listopadu 1545 – 12. dubna 1546) jako jediné dítě svých rodičů, milované a hýčkané. Měla deformovaná ramena a kulhala.
Dne 11. července 1553 zemřel její otec a jeho mladší bratr August (1526–1586) převzal úřad kurfiřta. Annina matka se o dva roky později znovu provdala za vévodu Johanna Friedricha der Mittlere von Sachsen (1529–1595). Anna žila od té doby se dvěma sourozenci své matky ve Výmaru. Dne 4. listopadu 1555, půl roku po svém druhém sňatku, zemřela i Annina matka. Jedenáctiletá sirota žila nyní u svých příbuzných na drážďanském dvoře, kde se u svého strýce Augusta a jeho manželky, Anny Dánské, cítila nešťastná a osamělá. Byla popisována jako pyšná, vzdorovitá a tvrdohlavá, ale i inteligentní a vášnivá.

## Sňatek s Vilémem Oranžským
Anna měla pověst ženy málo atraktivní, avšak její bohatství a vysoce urozený původ (ve své době byla nejbohatší knížecí dědičkou v Německu) přivábilo řadu nápadníků. V roce 1556 se o její ruku ucházel Erik, syn švédského krále Gustava I. Vasy, o dva roky později nizozemský místodržitel Vilém I. Oranžský. Jeho politika odporu proti Habsburkům v Nizozemsku byla velmi nákladná, sňatek s bohatou dědičkou byl tedy pro něj velmi důležitý.
Peníze byly hlavním motivem sňatku a podle toho bylo možno předpokládat další průběh. Annin dědeček z matčiny strany, Filip Hesenský, měl námitky proti plánovanému svazku – jednak Vilém byl pro kurfiřtskou dceru málo urozený, mohla by se provdat do vyšších kruhů, jednak byl příliš silně zadlužen, než aby se v případě své smrti mohl postarat o svou manželku. Přes Filipův odpor trvaly námluvy celý rok a Filip konečně dal svůj souhlas, neboť Vilém byl pro protestantskou stranu velmi cenným spojencem.
Dne 2. června 1561 byla v Torgau uzavřena svatební smlouva; Annino věno mělo obnášet 100 000 tolarů. Dne 25. srpna se v Lipsku uskutečnila svatba a 1. září si Vilém odvezl svou mladou choť do Holandska.
Z manželství vzešlo pět dětí:
- Anna Nasavská (*/† 31. října 1562)
- Anna Nasavská (5. listopadu 1563 – 13. června 1588), ⚭ 1587 hrabě Vilém Ludvík Nasavsko-Dillenburský (13. března 1560 – 13. července 1620)
- Mořic August Filip von Nassau (8. prosince 1564 – 3. března 1566)
- Mořic Oranžský, oranžský kníže (13. listopadu 1567 – 23. dubna 1625), oranžský kníže, místodržící Spojených provincií nizozemských, hrabě nasavsko-dillenburský
- Emilie Nasavská (10. dubna 1569 – 16. března 1629), ⚭ 1597 Manuel Portugalský, syn portugalského krále Antonína I.

- Kristina, zvaná von Diez (22. srpen 1571), Vilém Oranžský ji neuznal za své dítě

Již několik měsíců po svatbě se objevily první sváry mezi manžely – tehdy dostala Anna od svého strýce Augusta první nabádavé dopisy, aby se ke svému svého choti chovala k jeho spokojenosti. Oba označovali pověsti o nešťastném manželství za zlomyslné pomluvy, od roku 1565 se však již na všech dvorech v Německu a Holandsku vědělo, že s Anniným a Vilémovým manželstvím není všechno v pořádku. Svému strýci Augustovi, který ji jako obvykle písemně káral, se Anna snažila ospravedlnit, když jako původce rozepří se svým mužem označila především svého švagra (Ludvíka Nasavsko-Dillenburského). V roce 1566 ji její muž obvinil jako „hašteřivou" osobu u jejího saského strýce Augusta a jejího hesenského strýce lankraběte Viléma IV. Hesensko-Kasselského.
Po smrti svého prvního syna Mořice v roce 1566 upadla Anna do těžké deprese, poprvé začala uvažovat o sebevraždě a hledala útěchu v nadměrném požívání alkoholu.

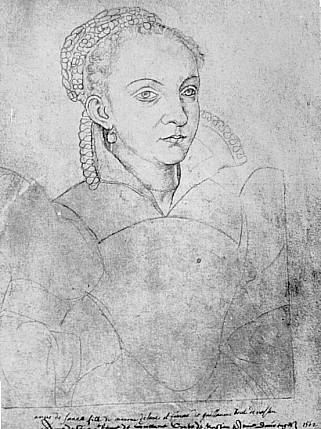
Portrét Anny Saské. Jacques Le Boucq, kresba křídou, uloženo v Musée des Beaux-Arts, Arras.

V roce 1567 musel Vilém kvůli svému angažmá proti Habsburkům opustit Nizozemsko a odjel se svou chotí na Dillenburg, německé sídlo rodiny. Dne 14. listopadu zde Anna přivedla na svět dalšího syna, který opět dostal jméno Mořic po jejím otci. Během oslavy křtin 11.–19. ledna 1568 dorazila zpráva, že Vilémovy statky v Burgundsku byly 20. prosince zabaveny a že také pozbyl i svá nizozemská sídla.
Když se Vilém 15. srpna 1568 opět vypravil do Brabantska, aby zde pokračoval ve své válce proti Španělům, rozhodla se Anna 20. října, třebaže byla opět těhotná, opustit Dillenburg se svým dvorem (pravděpodobně 43 osoby), aby unikla antipatiím své tchyně, a vytvořit v Kolíně nový domov. Obě její děti, Annu a Mořice, však její tchyně kvůli nebezpečí epidemie vzala do Braunfelsu. Teprve příští rok, po ostrém boji s Vilémovou matkou, si mohla Anna děti přivézt k sobě. Její dcera Emilie tak přišla na svět 10. dubna 1569 v Kolíně.
Dne 4. března 1569 se setkala Anna se svým mužem v Mannheimu. Vilémovo polní tažení proti vévodovi z Alby ztroskotalo, král Filip II. Španělský na něj uvalil acht (těžká forma trestu, světská obdoba církevní klatby). Za tohoto stavu věcí dal Vilém přednost tomu, opustit Německo a podpořit francouzské hugenoty v jejich boji o víru. Protože v této situaci se manžel nemohl o ni dále starat, usoudila Anna, že nyní má nyní právo na své Wittum (prostředky, které manžel určil pro svou ženu pro případ, že by ovdověla). Měla dvě možnosti: buď se jí podaří přemluvit vévodu z Alby, aby jí vrátil zabavené statky, nebo jí Vilémovi bratři přiznají placení ve svatební smlouvě určeného ročního důchodu 12.000 guldenů případně držení zámků Diez nebo Hadamar. Anna se tak stala pro rodinu rizikem a hrozbou, neboť splnění jejích požadavků by pro Nasavské znamenalo neúnosnou finanční zátěž.
Aby prosadila své nároky, obrátila se koncem roku 1569 na úspěšného advokáta Jana Rubense, otce malíře Petra Pavla Rubense, který pro svou kalvinistickou víru v roce 1568 opustil Antverpy a našel útočiště v Kolíně. Ten podal v lednu roku 1570 ke královskému finančnímu úřadu v Bruselu stížnost kvůli Anniným v Nizozemí zabaveným majetkům.

## Aféra
Anna se s ním setkala poprvé na jednodenní schůzce 23. května 1570 Butzbachu, aby s ním probrala nejdůležitější záležitosti k opětnému získání svých statků. S Vilémem se Anna ještě jednou viděla v červnu 1570 v Siegen, kam se vypravila se svými třemi dětmi. Ve vánoční dny 24.–26. prosince 1570 tam navštívil Vilém svou rodinu znovu. Musel to být harmonický čas, neboť Annu přemluvil, aby ho v lednu 1571 navštívila v Dillenburgu; Anna byla dokonce hotova se prozatím důchodů ze svého Wittum zříci a opět otěhotněla. Již v tuto chvíli však musel být Vilém rozhodnut svou ženu opustit. Na žalobě kvůli nevěře se již pracovalo.
Jan Rubens, s nímž Anna často pobývala, ježto byl jejím rádcem, finančním poradcem a právním zástupcem, byl obviněn z nevěry s Annou a mezi 7. a 19. březnem 1571 uvězněn ve věži Siegens, když byl na cestě k ní kvůli obchodním záležitostem. Byl mučen a podal kladné přiznání. Anna byla v pod tlakem: buď se ona přizná, nebo bude Rubens popraven. Poté se Anna prohlásila 26. března 1571 za vinnou. Pak 22. srpna 1571 porodila Anna své poslední dítě, Kristinu. Na základě předchozího obvinění neuznal Vilém Oranžský toto dítě za své, proto Kristina dostala jméno von Diez. O osm dní dříve musela Anna podepsat svůj souhlas ke konečnému rozchodu se svým chotěm. Kromě toho Vilém nebyl povinen jí platit výživné.

## Věznění a smrt
V září roku 1572 se Anna rozhodla u Říšské soudní komory bojovat o svá práva. Tou dobou již její hesenští a saští příbuzní spolu s nasavskými plánovali uvěznit ji jako cizoložnici do beilsteinského zámku, který by měl zamřížovaná okna a zazděné východy. Prvního říjnového dne roku 1572 sem byla převezena i s nejmladší dcerou Kristinou. O tři roky později jí její manžel dceru vzal a poslal ji žít spolu se svými nevlastními sourozenci.
V březnu tohoto roku – manželství ještě nebylo rozvedeno – se objevily první zvěsti o novém Vilémově sňatku. Jeho vyvolenou byla někdejší abatyše z Jouarre, Charlotte de Bourbon-Montpensier (1546/47–1582), dcera Ludvíka Bourbonského, vévody z Montpensier. Pobouřeni kvůli nyní zjevné nevěře Vilémově žádali nato Annini saští a hesenští příbuzní okamžité navrácení dřívějšího věna jejich neteře. Její saský strýc August žádal nadto od Viléma, jehož nyní nazýval hlavním ze všech šibalů a buřičů, jedno z nasavských hrabství, Hadamar nebo Dietz. Kromě toho naléhal na to, aby manželství prince nebylo ještě právně rozvedeno. Annina nevěra nebyla soudně uznána a ona byla v postavení prokázat, že princ zrušil manželství ze své strany. K tomu August přikázal okamžitý převoz své neteře z Nasavska do Saska. Poslední Vilém rád připustil, aby se své druhé ženy mohl zbavit.
Když Anna v prosinci roku 1575 odcestovala do Saska, pokusila se o sebevraždu. Po delším pobytu v Zeitz byla v prosinci roku 1576 převezena do Drážďan. Zde byla okna jejího pokoje zazděna a dodatečně ještě opatřena železnými mřížemi. V horní části dveří byl pouze malý čtyřhranný otvor hustou mřížkou, která byla zvenčí průhledná. Tímto otvorem jí bylo podáváno jídlo a pití. Přede dveřmi byly kromě toho ještě další železné mříže.
Od května 1577 trpěla Anna trvalým krvácením. Zemřela 18. prosince téhož roku krátce před svými 33. narozeninami. Byla pohřbena beze jména po boku svých předků v dómu v Míšni.
Vilém se po anulaci sňatku posléze ještě dvakrát oženil.
Jan Rubens byl osvobozen a vrátil se ke své zákonité manželce, s níž zplodil syna, slavného geniálního malíře Petra Paula Rubense.

## Vývod z předků
|            |                             |  |                     |                                  |  |  |  |  |  |  |  | Fridrich II. Saský |
|            |                             |  |                     |                                  |  |  |  |  |  |  |  |                    |
|            | Albrecht III. Saský         |  |                     |                                  |  |  |  |  |  |  |  |                    |
|            |                             |  |                     |                                  |  |  |  |  |  |  |  |                    |
|            |                             |  |                     | Markéta Habsburská               |  |  |  |  |  |  |  |                    |
|            |                             |  |                     |                                  |  |  |  |  |  |  |  |                    |
|            | Jindřich IV. Saský          |  |                     |                                  |  |  |  |  |  |  |  |                    |
|            |                             |  |                     |                                  |  |  |  |  |  |  |  |                    |
|            |                             |  |                     | Jiří z Poděbrad                  |  |  |  |  |  |  |  |                    |
|            |                             |  |                     |                                  |  |  |  |  |  |  |  |                    |
|            | Zdenka Česká                |  |                     |                                  |  |  |  |  |  |  |  |                    |
|            |                             |  |                     |                                  |  |  |  |  |  |  |  |                    |
|            |                             |  |                     | Kunhuta ze Šternberka            |  |  |  |  |  |  |  |                    |
|            |                             |  |                     |                                  |  |  |  |  |  |  |  |                    |
|            | Mořic Saský                 |  |                     |                                  |  |  |  |  |  |  |  |                    |
|            |                             |  |                     |                                  |  |  |  |  |  |  |  |                    |
|            |                             |  |                     | Jindřich IV. Mecklenburský       |  |  |  |  |  |  |  |                    |
|            |                             |  |                     |                                  |  |  |  |  |  |  |  |                    |
|            | Magnus II. Meklenburský     |  |                     |                                  |  |  |  |  |  |  |  |                    |
|            |                             |  |                     |                                  |  |  |  |  |  |  |  |                    |
|            |                             |  |                     | Dorotea Braniborská              |  |  |  |  |  |  |  |                    |
|            |                             |  |                     |                                  |  |  |  |  |  |  |  |                    |
|            | Kateřina Meklenburská       |  |                     |                                  |  |  |  |  |  |  |  |                    |
|            |                             |  |                     |                                  |  |  |  |  |  |  |  |                    |
|            |                             |  |                     | Erik II. Pomořanský              |  |  |  |  |  |  |  |                    |
|            |                             |  |                     |                                  |  |  |  |  |  |  |  |                    |
|            | Žofie Pomořanská            |  |                     |                                  |  |  |  |  |  |  |  |                    |
|            |                             |  |                     |                                  |  |  |  |  |  |  |  |                    |
|            |                             |  |                     | Žofie Pomořansko-Slupská         |  |  |  |  |  |  |  |                    |
|            |                             |  |                     |                                  |  |  |  |  |  |  |  |                    |
| Anna Saská |                             |  |                     |                                  |  |  |  |  |  |  |  |                    |
|            |                             |  |                     |                                  |  |  |  |  |  |  |  |                    |
|            |                             |  | Ludvík II. Hesenský |                                  |  |  |  |  |  |  |  |                    |
|            |                             |  |                     |                                  |  |  |  |  |  |  |  |                    |
|            | Vilém II. Hesenský          |  |                     |                                  |  |  |  |  |  |  |  |                    |
|            |                             |  |                     |                                  |  |  |  |  |  |  |  |                    |
|            |                             |  |                     | Mechthilda Württembersko-Urašská |  |  |  |  |  |  |  |                    |
|            |                             |  |                     |                                  |  |  |  |  |  |  |  |                    |
|            | Filip I. Hesenský           |  |                     |                                  |  |  |  |  |  |  |  |                    |
|            |                             |  |                     |                                  |  |  |  |  |  |  |  |                    |
|            |                             |  |                     | Magnus II. Meklenburský          |  |  |  |  |  |  |  |                    |
|            |                             |  |                     |                                  |  |  |  |  |  |  |  |                    |
|            | Anna Meklenbursko-Zvěřínská |  |                     |                                  |  |  |  |  |  |  |  |                    |
|            |                             |  |                     |                                  |  |  |  |  |  |  |  |                    |
|            |                             |  |                     | Žofie Pomořanská                 |  |  |  |  |  |  |  |                    |
|            |                             |  |                     |                                  |  |  |  |  |  |  |  |                    |
|            | Anežka Hesenská             |  |                     |                                  |  |  |  |  |  |  |  |                    |
|            |                             |  |                     |                                  |  |  |  |  |  |  |  |                    |
|            |                             |  |                     | Albrecht III. Saský              |  |  |  |  |  |  |  |                    |
|            |                             |  |                     |                                  |  |  |  |  |  |  |  |                    |
|            | Jiří Saský                  |  |                     |                                  |  |  |  |  |  |  |  |                    |
|            |                             |  |                     |                                  |  |  |  |  |  |  |  |                    |
|            |                             |  |                     | Zdenka Česká                     |  |  |  |  |  |  |  |                    |
|            |                             |  |                     |                                  |  |  |  |  |  |  |  |                    |
|            | Kristýna Saská              |  |                     |                                  |  |  |  |  |  |  |  |                    |
|            |                             |  |                     |                                  |  |  |  |  |  |  |  |                    |
|            |                             |  |                     | Kazimír IV. Jagellonský          |  |  |  |  |  |  |  |                    |
|            |                             |  |                     |                                  |  |  |  |  |  |  |  |                    |
|            | Barbora Jagellonská         |  |                     |                                  |  |  |  |  |  |  |  |                    |
|            |                             |  |                     |                                  |  |  |  |  |  |  |  |                    |
|            |                             |  |                     | Alžběta Habsburská               |  |  |  |  |  |  |  |                    |
|            |                             |  |                     |                                  |  |  |  |  |  |  |  |                    |